# Церковь в Ветёе, снег
«Церковь в Ветёе, снег» (фр. Effet de neige à Vétheuil) — картина французского художника Клода Моне, написанная им в 1878—1879 годах, на которой изображена церковь в деревне Ветёй (фр. Vétheuil), где в то время жил Моне. В настоящее время работа хранится в музее Орсе в Париже.
Композиция построена на контрасте между горизонтальностью берегов и вертикалью церкви. Она выполнена динамичными штрихами,  скорее намечающими формы, чем прорисовывающими детали. Белые тона, тонко смешанные с розовыми, синими или зелеными оттенками, демонстрируют деликатный подход к передаче света. Несмотря на некоторую статичность, сюжет передан с ощущением движения, что придает картине оригинальность.